# Паховый канал
Па́ховый канал (лат. canalis inguinalis) — представляет собой косо расположенную щель длиной 4—5 см. Паховый канал парный, расположен справа и слева в нижнем отделе паховой области, непосредственно над медиальной половиной паховой связки, латеральнее нижнего отдела влагалища прямой мышцы живота.

## Топография
Паховый канал проходит через переднюю брюшную стенку косо сверху вниз и медиально от глубокого пахового кольца (воронкообразное впячивание поперечной фасции над серединой паховой связки) к поверхностному паховому кольцу (образованным латеральной и медиальной ножками апоневроза наружной косой мышцы живота). Через паховый канал у мужчин проходит семенной канатик (лат. funiculus spermaticus), у женщин круглую связку матки (лат. lig. teres uteri) вместе с рыхлой соединительной тканью. 

## Строение
У пахового канала четыре стенки — передняя, задняя, верхняя, нижняя. Эти стенки образованы: передняя — апоневрозом наружной косой мышцы живота, задняя — поперечной фасцией, верхняя — волокнами внутренней косой и поперечной мышцами живота, нижняя — жёлоб паховой связки (нижний загнутый край апоневроза наружной косой мышцы живота).

## Клиническое значение
Паховый канал относится к слабым местам стенки брюшной полости, то есть в нём могут образовываться прямые и косые паховые грыжи.